# Cristóbal Mendoza
Cristóbal Mendoza est l'une des sept paroisses civiles de la municipalité de Trujillo dans l'État de Trujillo au Venezuela. Sa capitale est Santa Rosa.